# Ctenophilus amieti
Ctenophilus amieti är en mångfotingart som först beskrevs av Demange 1963.  Ctenophilus amieti ingår i släktet Ctenophilus och familjen småjordkrypare. Inga underarter finns listade i Catalogue of Life.